# Руазан
Руазан (фр. Roisan) — муніципалітет в Італії, у регіоні Валле-д'Аоста.
Руазан розташований на відстані близько 600 км на північний захід від Рима, 6 км на північ від Аости.
Населення — 1029 осіб (2014).
Щорічний фестиваль відбувається 30 вересня. Покровитель — Saint Victor de Soleure.

## Демографія
Населення за роками:

Станом на 1 січня 2023 року в муніципалітеті офіційно проживало 29 іноземців з 11 країн, серед них 14 громадян країн Євросоюзу.

## Сусідні муніципалітети
- Аоста
- Дуе
- Жиньо
- Сен-Кристоф
- Вальпеллін